# آیلند پاند، ورمانت
آیلند پاند (به انگلیسی: Island Pond) یک منطقهٔ مسکونی در ایالات متحده آمریکا است که در Brighton واقع شده‌است. آیلند پاند ۱۱٫۸ کیلومتر مربع مساحت و ۸۲۱ نفر جمعیت دارد و ۳۶۵ متر بالاتر از سطح دریا واقع شده‌است.